# Jan Yngwe
Jan Yngwe, född 15 november 1953 i Kristinehamn, är en svensk dirigent, tonsättare och professor.

## Biografi
Jan Yngwe är sedan 2006 professor i körsång och dirigering vid Högskolan för scen och musik vid Göteborgs universitet. Sedan 1978 leder han Kammarkören Pro Musica i Göteborg. I samband med sitt 35-årsfirande 2013 bytte kören namn till Vocal Art Ensemble.
Han har studerat dirigering i bland annat London, Salzburg och Siena och 1980 vann han andra pris i österrikiska radions internationella dirigenttävling. Han har dirigerat Radiosymfonikerna, Kungliga Filharmoniska Orkestern, Malmö symfoniorkester och Göteborgs Symfoniker med flera. 
2015 utsågs Jan Yngwe till årets körledare av Rosenborg-Gehrmans och Föreningen Sveriges Körledares gemensamma stipendium. Stipendiet delades Malmö Rådhus i samband med festbanketten inom ramen för Nordisk Körledarkonferens.

## Priser och utmärkelser
- 2004 – Norrbymedaljen
- 2015 – Årets körledare

## Diskografi
Jan Yngwe med kammarkören Pro Musica.
- Ramaskri – Outcries. Musik av Sidelnikov, McMillan, Tormis, Rachmaninov, Smith, Nörgård, Kruse, Whitacre och Yngwe. Skivan är inspelad i Örgryte nya kyrka, Göteborg.
- Änglanatt – julmusik i tradition och förnyelse. Jul, jul, strålande jul, När det lider mot jul, Bereden väg, Det är en ros, Härlig är jorden (arr. J. Yngwe) m.fl. Inspelad i Örgryte nya kyrka, Göteborg 2001.
- Frank Martin. Mässa för dubbelkör, inspelad i Härlandakyrkan, Göteborg 2000. Ode à la musique och Songs of Ariel, inspelad i Oscar Fredrikskyrkan, Göteborg 2000.
- Alfred Schnittke. Requiem, inspelad i Härlandakyrkan, Göteborg 1991, Konsert för kör, inspelad i Annedalskyrkan, Göteborg.
- Where Love Reigns. Inspelad i Annedalskyrkan, Göteborg 1991–1992. Verk av Orff, Werle, Kokkonen, Martinaitis, Penderecki, Welin, Nystroem och Fissinger.
- Within Seasons. Inspelad i Örgryte nya kyrka, Göteborg 1986–1987. Verk av Rautavaara, Zanchetti, Wieslander, Lundin, Fissinger och Yngwe.
- Ekon av ljus. Verk av bland andra Rautavaara, Lundin, Fissinger
- Urgency of Now. Inspelad i Örgryte kyrka, Göteborg 2014. Verk av Vienna Teng, Jan Yngwe, Ulrika Emanuelsson m.fl.